# 18192 Craigwallace
18192 Craigwallace este un asteroid din centura principală de asteroizi.

## Descriere
18192 Craigwallace este un asteroid din centura principală de asteroizi. A fost descoperit pe 25 august 2000 la Socorro, New Mexico, în cadrul proiectului LINEAR. Asteroidul prezintă o orbită caracterizată de o semiaxă mare de 2,78 ua, o excentricitate de 0,05 și o înclinație de 3,9° în raport cu ecliptica.